# Lorenzo Bernardi
Pour les articles homonymes, voir Bernardi.
Lorenzo Bernardi est un ancien joueur de volley-ball italien né le 11 août 1968 à Trente. Il mesure 1,99 m et jouait au poste de réceptionneur-attaquant. Il a été élu « meilleur joueur du XXe siècle » et totalise 306 sélections en équipe nationale d'Italie.

## Biographie

### Carrière en clubs
Après avoir évolué au Marzola Sportivo di Trento, il évolue pour sa première saison en Serie A1, plus haut niveau de compétition en Italie, en rejoignant le club de l'Americanino Padoue pour la saison 1984-1985. La saison suivante, elle rejoint le club de Panini Modène avec lequel il évolue pendant cinq saisons. Il y remporte quatre titres de champion d'Italie, lors de ses quatre premières saisons, et trois coupes d'Italie. Le club brille également sur la scène européenne en remportant une Coupe des Coupes lors de sa première saison et la compétition la plus prestigieuse en Europe, la Ligue des champions lors de sa dernière saison au club.
Devant les difficultés financières de son club, il rejoint un autre club important, le Sisley Trévise. Il y complète son palmarès en remportant cinq nouveaux titres de champion d'Italie et deux coupes d'Italie. Il remporte également trois Coupes de la CEV, une Coupe des Coupes et trois nouvelles Ligue des champions en 1995, 1999 et 2000. Il remporte également deux Supercoupe d'Europe.
Après douze saisons à Trévise, il joue pendant deux saisons à Trente puis une à Macerata. Il évolue aussi quelque temps au Qatar et une saison avec le club grec de l'Olympiakos Le Pirée.
Il a mis à sa carrière professionnelle à l'issue de la saison 2006-2007 après des passages à Vérone et Montichiari.
À la suite de sa carrière de joueur, il a entamé d'entraîneur, carrière qu'il commence en tant qu'entraîneur-joueur avec all'Anaune Cles en série B1. Après un intermède avec la sélection junior d'Italie avec laquelle il remporte les jeux méditerranéens, il reprend le club de Padoue en Série A2.

### Sélection italienne
Lorenzo Bernardi rejoint sélection italienne le 27 mai 1987 lors d'un tournoi de qualification pour le championnat d'Europe. Sous la direction de Julio Velasco, qui devient sélectionneur en 1989 et qui l'entraîne à Modène, il obtient un premier titre européen en 1989. La saison suivante, les Italiens remportent le Championnat du monde disputé à Rio de Janeiro en battant en finale Cuba trois sets à un, rencontre ponctuée par un dernier point de Bernardi. La même saison les italiens remportent la Ligue mondiale.
Bernardi remporte cette compétition les deux années suivantes, obtenant le titre de meilleur joueur en 1992.
Lorenzo Bernardi remporte son second titre mondial au mondial 1994 disputé en Grèce. L'Italie l'emporte sur les Pays-Bas trois sets à un.
La saison suivante, il remporte son second titre européen, de nouveau face aux Pays-Bas, sur le score de trois sets à deux. Bernardi est nommée meilleur joueur du tournoi. Lors des Jeux olympiques de 1996, pour la troisième année consécutive, la finale d'un grand championnat oppose l'Italie aux Pays-Bas. Ceux-ci prennent leur revanche sur le score de trois sets à deux (12-15 15-9 14-16 15-9 15-17).
En 1997, Velasco quitte la sélection masculine pour prendre en charge la sélection féminine italienne. Dans le même temps, Cantagalli, Zorzi, Tofoli et Bracci et Bernardi décident de quitter la sélection.
Lorenzo Bernardi retrouve la sélection avec laquelle il remporte une sixième Ligue mondiale en 2000.

## Hommage
Le 7 mai 2015, en présence du président du Comité national olympique italien (CONI), Giovanni Malagò, a été inauguré  le Walk of Fame du sport italien dans le parc olympique du Foro Italico de Rome, le long de Viale delle Olimpiadi. 100 tuiles rapportent chronologiquement les noms des athlètes les plus représentatifs de l'histoire du sport italien. Sur chaque tuile figure le nom du sportif, le sport dans lequel il s'est distingué et le symbole du CONI. L'une de ces tuiles lui est dédiée .

## Clubs
| Club                               | Pays   | De        | À         |
| Americanino Padoue                 | Italie | 1984-1985 | 1984-1985 |
| Panini Modène                      | Italie | 1985-1986 | 1989-1990 |
| Sisley Trévise                     | Italie | 1990-1991 | 2001-2002 |
| Itas Diatec Trente                 | Italie | 2002-2003 | 2003-2004 |
| Lube Banca Macerata                | Italie | 2004-2005 | 2004-2005 |
| Olympiakos Le Pirée                | Grèce  | 2005-2006 | 2005-2006 |
| Marmi Lanza Vérone (joker)         | Italie | 2005-2006 | 2005-2006 |
| Acqua Paradiso Montichiari (joker) | Italie | 2006-2007 | 2006-2007 |

## Palmarès
- En club :
  - Championnat d'Italie : 1986, 1987, 1988, 1989, 1994, 1996, 1998, 1999, 2001
  - Coppa Italia : 1986, 1988, 1989, 1993, 2000
  - Supercoupe d'Italie : 1998, 2000, 2001
  - Ligue des champions : 1990, 1995, 1999, 2000
  - Coupe des Coupes : 1986, 1994
  - Coupe de la CEV : 1991, 1993, 1998
  - Supercoupe d'Europe : 1994, 1999
- En équipe nationale d'Italie :
  - Jeux olympiques : Médaille d'argent en 1996
  - Championnat du monde : 1990, 1994
  - Championnat d'Europe : 1989, 1995
  - Ligue mondiale : 1990, 1991, 1992, 1994, 1995, 2000
  - World Grand Champions Cup : 1993
  - World SuperFour : 1994
  - Goodwill Games : 1990

## Distinction personnelle
- Désigné meilleur du siècle en compagnie de Karch Kiraly[5]
- Meilleur joueur (MVP) de la Ligue mondiale 1992
- Meilleur joueur du Championnat d'Europe en Grèce
- Fait Chevalier (Cavaliere Ordine) de l'Ordre du Mérite de la République italienne le 25 juillet 2000